# 75e British Academy Film Awards
De 75e British Academy Film Awards werden op 13 maart 2022 uitgereikt in de Royal Albert Hall in Londen. De prijsuitreiking werd voor het eerst gepresenteerd door Rebel Wilson.
Op 12 januari 2022 maakte de BAFTA na de eerste stemronde de longlists bekend, een lijst van films en filmmakers die kans maken op een nominatie. De nominaties zelf werden op 3 februari bekendgemaakt door AJ Odudu en Tom Allen.

## Winnaars en genomineerden
De winnaars staan bovenaan in vet lettertype.

### Beste film
- The Power of the Dog
  - Belfast
  - Don't Look Up
  - Dune
  - Licorice Pizza

### Beste regisseur
- The Power of the Dog – Jane Campion
  - After Love – Aleem Khan
  - Drive My Car – Ryûsuke Hamaguchi
  - Happening – Audrey Diwan
  - Licorice Pizza – Paul Thomas Anderson
  - Titane – Julia Ducournau

### Beste originele scenario
- Licorice Pizza – Paul Thomas Anderson
  - Being the Ricardos – Aaron Sorkin
  - Belfast – Kenneth Branagh
  - Don't Look Up – Adam McKay
  - King Richard – Zach Baylin

### Beste bewerkte scenario
- CODA – Siân Heder
  - Drive My Car – Ryûsuke Hamaguchi en Takamasa Oe
  - Dune – Jon Spaihts en Denis Villeneuve
  - The Lost Daughter – Maggie Gyllenhaal
  - The Power of the Dog – Jane Campion

### Beste vrouwelijke hoofdrol
- Joanna Scanlan – After Love
  - Lady Gaga – House of Gucci
  - Alana Haim – Licorice Pizza
  - Emilia Jones – CODA
  - Renate Reinsve – The Worst Person in the World
  - Tessa Thompson – Passing

### Beste mannelijke hoofdrol
- Will Smith – King Richard
  - Adeel Akhtar – Ali & Ava
  - Mahershala Ali – Swan Song
  - Benedict Cumberbatch – The Power of the Dog
  - Leonardo DiCaprio – Don't Look Up
  - Stephen Graham – Boiling Point

### Beste vrouwelijke bijrol
- Ariana DeBose – West Side Story
  - Caitriona Balfe – Belfast
  - Jessie Buckley – The Lost Daughter
  - Ann Dowd – Mass
  - Aunjanue Ellis – King Richard
  - Ruth Negga – Passing

### Beste mannelijke bijrol
- Troy Kotsur – CODA
  - Mike Faist – West Side Story
  - Ciarán Hinds – Belfast
  - Woody Norman – C'mon C'mon
  - Jesse Plemons – The Power of the Dog
  - Kodi Smit-McPhee – The Power of the Dog

### Uitzonderlijke Britse film
- Belfast
  - After Love
  - Ali & Ava
  - Boiling Point
  - Cyrano
  - Everybody's Talking About Jamie
  - House of Gucci
  - Last Night in Soho
  - No Time to Die
  - Passing

### Uitzonderlijk debuut van een Britse schrijver, regisseur of producent
- The Harder They Fall – Jeymes Samuel (schrijver/regisseur), Liv Proctor (producent)
  - After Love – Aleem Khan (schrijver/regisseur)
  - Boiling Point – James Cummings (schrijver), Hester Ruoff (producent)
  - Keyboard Fantasies – Posy Dixon (schrijver/regisseur)
  - Passing – Rebecca Hall (schrijver/regisseur)

### Beste niet-Engelstalige film
- Drive My Car
  - The Hand of God
  - Parallel Mothers
  - Petite Maman
  - The Worst Person in the World

### Beste documentaire
- Summer of Soul (...Or, When the Revolution Could Not Be Televised)
  - Becoming Cousteau
  - Cow
  - Flee
  - The Rescue

### Beste animatiefilm
- Encanto
  - Flee
  - Luca
  - The Mitchells vs. the Machines

### Beste originele muziek
- Dune – Hans Zimmer
  - Being the Ricardos – Daniel Pemberton
  - Don't Look Up – Nicholas Britell
  - The French Dispatch – Alexandre Desplat
  - The Power of the Dog – Jonny Greenwood

### Beste casting
- West Side Story – Cindy Tolan
  - Boiling Point – Carolyn McLeod
  - Dune – Francine Maisler
  - The Hand of God – Massimo Appolloni en Annamaria Sambucco
  - King Richard – Rich Delia en Avy Kaufman

### Beste cinematografie
- Dune – Greig Fraser
  - Nightmare Alley – Dan Laustsen
  - No Time to Die – Linus Sandgren
  - The Power of the Dog – Ari Wegner
  - The Tragedy of Macbeth – Bruno Delbonnel

### Beste montage
- No Time to Die – Tom Cross en Elliot Graham
  - Belfast – Úna Ní Dhonghaíle
  - Dune – Joe Walker
  - Licorice Pizza – Andy Jurgensen
  - Summer of Soul (...Or, When the Revolution Could Not Be Televised) – Joshua L. Pearson

### Beste productieontwerp
- Dune – Patrice Vermette en Zsuzsanna Sipos
  - Cyrano – Sarah Greenwood en Katie Spencer
  - The French Dispatch – Adam Stockhausen en Rena DeAngelo
  - Nightmare Alley – Tamara Deverell en Shane Vieau
  - West Side Story – Adam Stockhausen en Rena DeAngelo

### Beste kostuumontwerp
- Cruella – Jenny Beavan
  - Cyrano – Massimo Cantini Parrini
  - Dune – Robert Morgan en Jacqueline West
  - The French Dispatch – Milena Canonero
  - Nightmare Alley – Luis Sequeira

### Beste grime en haar
- The Eyes of Tammy Faye – Linda Dowds, Stephanie Ingram en Justin Raleigh
  - Cruella – Nadia Stacey en Naomi Donne
  - Cyrano – Alessandro Bertolazzi en Siân Miller
  - Dune – Love Larson en Donald Mowat
  - House of Gucci – Frederic Aspiras, Jana Carboni, Giuliano Mariano en Sarah Nicole Tanno

### Beste geluid
- Dune – Mac Ruth, Mark Mangini, Doug Hemphill, Theo Green en Ron Bartlett
  - Last Night in Soho – Colin Nicolson, Julian Slater, Tim Cavagin en Dan Morgan
  - No Time to Die – James Harrison, Simon Hayes, Paul Massey, Oliver Tarney en Mark Taylor
  - A Quiet Place Part II – Erik Aadahl, Michael Barosky, Brandon Proctor en Ethan Van Der Ryn
  - West Side Story – Brian Chumney, Tod Maitland, Andy Nelson en Gary Rydstrom

### Beste visuele effecten
- Dune – Brian Connor, Paul Lambert, Tristan Myles en Gerd Nefzer
  - Free Guy – Swen Gillberg, Bryan Grill, Nikos Kalaitzidis en Daniel Sudick
  - Ghostbusters: Afterlife – Aharon Bourland, Sheena Duggal, Pier Lefebvre en Alessandro Ongaro
  - The Matrix Resurrections – Tom Debenham, Huw J. Evans, Dan Glass en J.D. Schwalm
  - No Time to Die – Mark Bakowski, Chris Corbould, Joel Green en Charlie Noble

### Beste Britse korte animatie
- Do Not Feed the Pigeons
  - Affairs of the Art
  - Night of the Living Dread

### Beste Britse korte film
- The Black Cop
  - Femme
  - The Palace
  - Stuffed
  - Three Meetings of the Extraordinary Committee

## Films met meerdere nominaties
De volgende films ontvingen meerdere nominaties:
| Nominaties | Film                          | Awards |
| ---------- | ----------------------------- | ------ |
| 11         | Dune                          | 5      |
| 8          | The Power of the Dog          | 2      |
| 6          | Belfast                       | 1      |
| 5          | Licorice Pizza                | 1      |
| 5          | No Time to Die                | 1      |
| 5          | West Side Story               | 2      |
| 4          | After Love                    | 1      |
| 4          | Boiling Point                 |        |
| 4          | Cyrano                        |        |
| 4          | Don't Look Up                 |        |
| 4          | King Richard                  | 1      |
| 4          | Passing                       |        |
| 3          | CODA                          | 2      |
| 3          | Drive My Car                  | 1      |
| 3          | The French Dispatch           |        |
| 3          | House of Gucci                |        |
| 3          | Nightmare Alley               |        |
| 2          | Ali & Ava                     |        |
| 2          | Being the Ricardos            |        |
| 2          | Cruella                       | 1      |
| 2          | Flee                          |        |
| 2          | The Hand of God               |        |
| 2          | Last Night in Soho            |        |
| 2          | The Lost Daughter             |        |
| 2          | Summer of Soul                | 1      |
| 2          | The Worst Person in the World |        |

## Rising Star Award
- Lashana Lynch
  - Ariana DeBose
  - Harris Dickinson
  - Millicent Simmonds
  - Kodi Smit-McPhee